# Rudolf Fleischmann
Rudolf Fleischmann (Erlangen, 1 de maio de 1903 – Erlangen, 3 de fevereiro de 2002) foi um físico alemão.

## Formação e carreira
Rudolf Fleischmann nasceu em Erlangen em 1903, filho de um professor de biologia, e frequentou o ginásio humanista entre 1913 e 1922. Aos 19 anos de idade começou a estudar matemática e física em Munique e Erlangen, tendo prestado em 1926 e 1927 as Staatsprüfungen para obter a permissão de lecionar. Mas ao invés de lecionar obteve um doutorado no instituto do professor Bernhard Gudden.
Após o doutorado em 1929 em Erlangen fo durante dois anos assistente de Robert Wichard Pohl na na Universidade de Göttingen. Em seguida passou mais dois anos como assistente no Instituto de Física da Universidade de Heidelberg e depois no Kaiser-Wilhelm-Institut für Medizinische Forschung, onde obteve a habilitação em 1938. Fleischmann foi desde 1933 membro da SA. Em 1937 filiou-se ao Partido Nacional-Socialista dos Trabalhadores Alemães (NSDAP).
Em 1941 recebeu um cargo de professor na Reichsuniversität Straßburg. Lá, construiu uma instalação de pesquisa em física nuclear. Nos dias 11 e 12 de fevereiro de 1944 apresentou seus resultados de pesquisa em uma conferência de guerra da Associação de Químicos Alemães. Fleischmann passou o fim da [Segunda Guerra Mundial]] em cativeiro nos Estados Unidos, despertando muito interesse por ser um dos principais pesquisadores alemães no campo da física nuclear.
Após seu retorno à Alemanha, Fleischmann foi nomeado professor de física na Universidade de Hamburgo em 1947. Ficou lá até 1953 e foi dentre outras coisas diretor do Instituto Estadual de Física. Em 1953 foi chamado para a Universidade de Erlangen, onde lhe foi oferecida a cátedra vaga de física experimental. Fleischmann ocupou essa cátedra por 16 anos até aposentar-se em 1969. Além de sua atividade de professor, foi "membro científico externo" do Instituto Max Planck de Física Nuclear.
Fleischmann foi um pesquisador reconhecido internacionalmente no campo da física atômica e nuclear. Conduziu estudos sobre radiação gama nuclear desencadeada por nêutrons lentos. Outros trabalhos incluíram a geração de prótons polarizados ([[Deuterão|dêuterons]) e seu uso em reações nucleares.
Em abril de 1957 manifestou-se com dezessete físicos nucleares na Alemanha contra o armamento planejado da Bundeswehr com armas nucleares (Os Dezoito de Göttingen).
Rudolf Fleischmann morreu aos 98 anos de idade em Erlangen.